# Nancy Comes Home
Pour plus de détails, voir Fiche technique et Distribution.
Nancy Comes Home est un film américain réalisé par John Francis Dillon, sorti en 1918.

## Fiche technique
- Titre : Nancy Comes Home
- Réalisation : John Francis Dillon
- Scénario : Robert F. Hill et B. D. Carber
- Photographie : Stephen S. Norton
- Pays de production : États-Unis
- Format : Noir et blanc - 1,33:1 - Film muet
- Genre : comédie dramatique
- Durée : 50 minutes
- Date de sortie : 1918

## Distribution
- Myrtle Lind : Nancy Worthing
- George C. Pearce : Mortimer Worthing
- Myrtle Rishell : Mrs Mortimer Worthing
- Eugene Burr : Clavering Hayes
- Anna Dodge : Mrs Jerry Ballou
- Percy Challenger : Jerry Ballou
- John Gilbert : Phil Ballou